# Cuando me sonreís
Cuando me sonreís é uma telenovela argentina produzida e exibida pela Telefe entre 3 de agosto e 30 de dezembro de 2011..
Foi protagonizada por Facundo Arana e Julieta Díaz, co-protagonizada por Benjamín Rojas e Lali Espósito, com atuações estrelares de Mario Pasik e Julia Calvo e antagonizada por Mercedes Funes.

## Sinopse
A vida estruturado de Gastón Murfi muda da noite pro dia com a aparição de seu pai, Juan, a quem deixou de ver quando ele era um adolescente; e a seu irmão que não conhecia, Juanse que juntos fazem  Gaston acreditar que Juanse é seu filho. Também aparece Luna, um recém-chegada ao bairro depois de um desgosto amoroso para instalar um bar com sua irmã Mili.

## Elenco
- Facundo Arana como Gastón Armando Murfi.
- Julieta Díaz como Luna Rivas.
- Benjamín Rojas como Juan Segundo "Juanse" Murfi.
- Lali Espósito como Milagros "Mili" Rivas.
- Mercedes Funes como Maria Victoria Hardy.
- Mario Pasik como Juan Armando Murfi.
- Julia Calvo como Roberta Ríos.
- Fabio Aste como Martín "Tincho" Jose Jaramillo.
- Felipe Villanueva como Facundo "Faca" Ríos.
- Verónica Pelaccini como Mercedes Rueda.
- Nazareno Anton como Juan Pablo "Juampi" Murfi
- Daniel Campomenosi como Samuel Lavsky.
- Peter Lanzani: como Germán O´Toole
- Sebastián Estevanez: Marito (El Faraón) Gabardina.
- Florencia Miller: Pamela / Una conquista de Juanse
- Pablo Alborán: Pablo Alborán
- Patricia Viggiano: Martina Ferrari
- Sofía Reca: Lucía Fernández
- Gino Renni: Roberto (Robby Wilson) / Padre de Luna y Mili
- Patricia Palmer: Norma Taratuti
- Divina Gloria: Divine Gaynor
- Leonardo Centeno: Claudio / Médico Joven
- Federico Lupiz: Sergio Fernández / Padre de Lucía
- Nancy Anka: Marina / Madre de Juampi
- Anahí Martella: Rosana Tronconi / Asistente social
- Leonardo Azamor: Amador / Novio de Martín
- Noelia Vicente: Gitanos
- Charly Ramos: Gitanos
- Fabiana Donato
- Irene Goldszer: Caro
- Natalia Oreiro: Leonora.
- Daniel Hendler: Adrián.